# Пелазг
Пелазг је у грчкој митологији било име више личности. Заправо, Пелазг је митски предак Пелазга, најстаријих становника Грчке, који су увели обожавање додонског Зевса, Хефеста, Кабира и других древних божанстава. У различитим деловима земље коју је овај народ населио, развиле су се различите приче о пореклу Пелазга и његовим односима са другим митским личностима.

## Етимологија
Име Пелазг има значење „древни“ или „морепловац“.

## Митологија
- Према традицији у Аркадији, коју су забележили Паусанија, Хигин и Аполодор, био је први становник Аркадије, који је или поникао из земље или је био син Зевса и Форонејеве кћерке Ниобе. Као његов отац се помињао и Арестор и у том случају је Пелазг мигрирао у Аркадију, где је основао град Парасију.[1] У Аркадији је изабран за краља јер је надмашивао остале људе стасом, лепотом и мудрошћу. Своје поданике је научио да изграђују колибе, да праве одећу од свињске коже и да једу плодове храста. Са Океанидом Мелибејом или нимфом Киленом[3] или Дејаниром[1] је имао синове Ликаона, који га је превазишао у изумима корисним за људе[3] и Темена.[4]
- Помињао се аргивски краљ, који је био син староседеоца Палехтона и који је пружио уточиште Данају и његовим кћеркама, Данаидама.[3] Према неким изворима, ово је иста личност као и претходни Пелазг, владар Пелопонеза.[4]
- На Аргосу, Пелазг је био Триопов син, Јасов, Агеноров и Ксантов брат. Такође су га сматрали и Форонејевим сином и оснивачем града Аргоса на Пелопонезу.[1] Његов отац је можда био и Перант или Форбант.[5] Приписивало му се и да је научио људе земљорадњи.[1] Срдачно је угостио богињу Деметру када је тражила своју кћерку Персефону. Чак јој је подигао и светилиште, где је сахрањен. Према његовој кћерки Лариси, названа је аргивска цитадела.[3] Његов син је био Хипотој.[5]
- У Тесалији, сматран је потомком аргивског Пелазга.[3] Био је син Посејдона и Ларисе, а отац Хлора и Хемонов деда или је био Хемонов отац. Сматран је оснивачем Аргоса у Тесалији.[1] Наиме, са браћом, Ахајем и Фтијом је напустио Пелопонез и освојио Тесалију, коју су до тада насељавала дивља племена. Браћа су земљу поделила на три дела и сваки је свој део назвао својим именом. Земља која је припала Пелазгу се тако називала Пелазгиотида.[3]
- Према Диодору, Пелазг је био син речног бога Асопа и Метопе. Називао га је још и Пелагон.[5]

## Тумачење
Према Роберту Гревсу, Паусанијино тврђење да је Пелазг био први човек, указује да су се трагови неолитске културе задржали до у класично доба. Наиме, Пелазги су највероватније били неолитски људи. Повезаност мита са Данајем указује да су Пелазги прихватили други назив — Данајци, а према тврђењу Еурипида, кога је наводио Страбон. Подела Пелопонеза међу браћом подсећа на поделу света између Зевса, Посејдона и Хада, те можда описује преахајску поделу Пелопонеза.